# منير حمود
منير حمود (بالنرويجية البوكمول: Mounir Hamoud)‏ (1 فبراير 1985 الناظور المغرب - 12 فبراير 2024) هو لاعب كرة قدم مغربي لعب في مركز مدافع.

## روابط خارجية
- منير حمود على موقع اتحاد النرويج (النرويجية)
- منير حمود على موقع قاعدة بيانات كرة القدم.إي يو (الإنجليزية)
- منير حمود على موقع Soccerway.com (الإنجليزية)